# نووولادیمیرسکویه
نووولادیمیرسکویه (به لاتین: Novovladimirskoye) یک منطقهٔ مسکونی در روسیه است که در شهرستان کیزلیارسکی واقع شده‌است.